# Jan Janowicz Zawisza
Jan Janowicz Zawisza Kieżgajło herbu Łabędź (zm. 1626) – wojewoda witebski w 1599 roku, wojewoda mścisławski, dworzanin królewski, deputat na Trybunał Skarbowy Wielkiego Księstwa Litewskiego w 1613 i 1621 roku, pan na Rakowie, Szweksztach i Żyrmunach.
Był synem wojewody wendeńskiego Józefa Zawiszy i bratem Mikołaja. Pochowany został w Kaplicy Kieżgajłowskiej w Wilnie.